# 長野県大町岳陽高等学校
長野県大町岳陽高等学校（ながのけんおおまちがくようこうとうがっこう）は、長野県大町市大町にある公立高校である。2016年（平成28年）4月に長野県大町高等学校と長野県大町北高等学校との統合し、長野県大町高等学校の校舎の一部を利用して開校した。
難関大学進学を目的とした学究科2クラス・幅広い進路に対応した普通科3クラスで編成される。

## 沿革
- 2016年（平成28年）4月 - 長野県大町高等学校と長野県大町北高等学校との統合により 長野県大町岳陽高等学校開校[1]

## 教育目標
1. 進取の気性に富み、心身ともに健康な人間を育成する。
2. 真理を深く追究し、豊かな創造力と力強い実践力を持った人間を育成する。
3. 地域の産業や文化を理解し、その将来を担う人間を育成する。

- 学校名「大町岳陽高等学校」には、新校の生徒が、アルプスに抱かれた自然環境のもとで互いに切磋琢磨しながら、日が昇るごとく育ってほしいという思いが込められる。
- 「学究科」は理数科を発展させた学科。自然科学コースと人文・社会科学系コースの2コース制。

## 校章
北アルプスの高山植物のミネウスユキソウを用いて「G」を描いた。 山は北アルプスをイメージ、三本の線を仁科三湖として図式化

## 学校登山
- 長野県大町高等学校の伝統を継承し、全校登山という学校行事がある。白馬岳、燕岳、穂高岳、蝶ヶ岳、唐松岳等の登山コースを自分の体力に合わせて選択する。
- クラブ活動では地の利を生かした山岳部やスキー部があり、毎年のように全国高等学校総合体育大会（インターハイ）へと選手を送り出している。近年、陸上部もインターハイで活躍している。
- 旧大町高校では強歩大会が行われていた。強歩大会コースは鹿島槍スキー場を経由する約30キロメートルである。
- 冬は、1年生を対象にスキー・スノーボード教室が行われる。
- 鍬ノ峰の仏崎観音寺登山ルートは平成１３年・大町高校百周年を記念して、旧大町高校山岳部が開設

## 最寄駅
- JR大糸線 信濃大町駅